# Deltamys
Deltamys és un gènere de rosegadors cricètids. Les seves dues espècies habiten matollars inundables i boscos, tant al nivell del mar com a zones de muntanya, en regions temperades i temperades-càlides del centre-est de Sud-amèrica. Aquest gènere fou considerat monotípic fins a la descripció de D. araucaria el 2017. El nom genèric Deltamys significa ‘ratolí del delta’ en llatí.